# STS–51–D
Az STS–51–D jelű küldetés az amerikai űrrepülőgép program 16., a Discovery űrrepülőgép 4. repülése.

## Küldetés
A hatnapos repülés célja a szállított műholdak telepítése. Jake Garn republikánus szenátor, Utah kongresszusi képviselője az első politikus az űrben, gyakran nevezik a világ első űrturistájának. Az STS–51–E programot törölték. A harmadik űrsikló küldetés aminek meghosszabbították szolgálati idejét.

## Jellemzői

### Első nap
1985. április 12-én a szilárd hajtóanyagú gyorsítórakéták (SRB) segítségével Floridából, a Cape Canaveral (KSC) Kennedy Űrközpontból, a LC39–A jelű indítóállványról emelkedett a magasba. Az orbitális pályája 94,4 perces, 28,5 fokos hajlásszögű, elliptikus pálya perigeuma 300 kilométer, az apogeuma 452 kilométer volt. Felszálló tömeg indításkor 113 802 kilogramm, leszálló tömeg 89 816 kilogramm. Szállított hasznos teher felszálláskor/leszállásnál 16 249 kilogramm

### Műholdak
A beépített kanadai Canadarm (RMS) manipulátor kart 50 méter kinyúlást biztosított (műholdak indítás/elfogása, külső munkák [kutatás, szerelések], hővédőpajzs külső ellenőrzése) a műszaki szolgálat teljesítéséhez.

#### ANIK C–1
A Telesat kanadai televíziós társaság 1972-től 2013-ig egy sor geostacionárius pályán mozgó távközlési műholdat indított. Több műhold működése folyamatos. Az Anik rövidítés jelentése kistestvér. A D sorozat tagjai 1982-től és 1984-ig kerültek szolgálatba, leginkább a kábeltelevíziós társaságok igényeit biztosították. Teljes kapacitása 23 040egyidejű telefonkapcsolat és 24 TV-műsor szolgáltatás.
Építette a Hughes Space and Communications Co. Üzemelteti a Telesat (Kanada). Típusmegnevezése: Anik C1 (1985 – 028B); kódszáma: SSC 15642. Spin-stabilizált (mechanikus) műhold típusú HS-376, henger alakú, átmérője 2,16 méter, hossza 2,82 méter, kinyitott antennákkal 6,57 méter, súlya1238 kilogramm. Az űreszköz felületét napelemek borították, éjszakai (földárnyék) energiaellátását (kémiai) 3 NiCd darab akkumulátorok biztosították. Az orbitális egység pályája72 fokos hajlásszögű. Szükséges pályakorrekcióit négy hidrazin motor biztosította. Aktív élettartama korlátlan, várhatóan 10 (!) év. 2000-ben megvásárolta a Loral Skynet do Brasil (Brazília) vállalat. Pályamódosítást végzett, az orbitális egység pályája106,8 fokos hajlásszögű.
Előző űrszonda az Anik D2 8 (1984-113B), következő űrszonda az Anik E2 10 (1991-026A).

#### Syncom 4 F–3
A Haditengerészeté (US Navy) (a Leasat F–1-et indítása előtt törölték) bérelt, nagyméretű, katonai kommunikációs műholdja (Synchronous Communiations). További négyet rendeltek, ezek közül a Leasat F–1-et az STS–51–A, a Leasat F–2-t STS–41–D, a Leasat F–3-at az STS–51–D, a Leasat F–4-et az STS–51–I segítségével állították pályára. A Leasat F–4 kiesése miatt a Leasat F–5-öt az STS–32 emelte és állította pályaindítási magasságba, irányba. Négy egysége összefüggően biztosította a globális kommunikációt. A megrendeléshez tartozott a földi állomások kiépítésének biztosítása. Egy példány tartalékként szerepelt. Geostacionárius pályára állítva kifejezetten a űrrepülőgépek kommunikációjának (Föld-űrrepülőgép/űrrepülőgép-Föld) elősegítésére.
A műhold aktivizálásakor az antennák nem nyíltak ki. A küldetést kettő nappal meghosszabbították, hogy a műholdat üzemkész állapotba hozzák. A munkálatok érdekében Hoffman és Griggs egy nem tervezett űrsétát (kutatás, szerelés) hajtottak végre.
Megnevezései Syncom 4 F–3; Leasat F–3; Leasat 3. Kódszáma SSC15643, súlya 6850 kilogramm. Várható élettartama végtele (!), 7 évre tervezték. Az orbitális egység pályája 28,6 fokos hajlásszögű, geoszinkron pálya perigeuma 296 kilométer, az apogeuma 296 kilométer volt. A műhold spin-stabilizált (mechanikus), Napra, Földre orientált. Az űreszköz felületét napelemek borították, éjszakai (földárnyék) energiaellátását 2 darab NiCd (kémiai) akkumulátorok biztosították. Tizenkét UHF átjátszó szolgáltatta a legfontosabb átjátszó képességét. 1996. szeptember 30-án befejezte aktív szolgálatát.

### Űrséták
(zárójelben a dátum és az időtartam)
EVA 1: Hoffman és Griggs (1985. április 16., 3 óra 06 perc)

### Hasznos teher
1. McDonnell Douglas szponzorálta a kereskedelmi kísérleteket. Az Elektroforézis (CFES) vizsgálat az STS–4 programjában volt első alkalommal (6. alkalommal volt programban). Kibővített műszerpark és kutatási, kísérleti program jellemezte (biológiai anyagok, kristálynövekedés, célja a gyártás előkészítése).
2. Kereskedelmi megbízások teljesítése (SSIP) folyamatossá váltak– kísérletek.
3. American Flight Echocardiograph (AFE) – orvosi adatszolgáltatás.
4. Phase particionálás kísérletek (PPE) – számítógépes merevlemez kísérletek.
5. Kettő (Get Away Specials) palackba zárt, de a mikrogravitációnak kitett kísérleti anyag tesztelése történt.
6. Több technikai és egyéb (csillagászati, orvos-biológiai, informális tanulmányok), meghatározott kutatási, kísérleti programot hajtottak végre.

### Hatodik nap
1985. április 12-én kiinduló bázisára, a Kennedy Űrközpont (RSC) űrrepülőtérre szállt le. Összesen 6 napot, 23 órát, 55 percet és 23 másodpercet töltött a világűrben. 4 650 658 kilométert (2 889 785 mérföldet) repült, 110 alkalommal kerülte meg a Földet.
A Kennedy Űrközpontban történő földet érésnél az űrsikló első kerekének fékberendezése elromlott és a kerék defektet kapott. A módosítások kifejlesztéséig a következő küldetések landolásai az Edwards légitámaszponton történtek, ott egy kiszáradt sóstó fenekén lehetett leszállni, ami hosszabb fékezési távolságot biztosított.

## Személyzet
(zárójelben a repülések száma az STS–51–D-ig, azzal együtt)
- Karol Bobko (2), parancsnok
- Donald Williams (1), pilóta
- Rhea Seddon (1), küldetésfelelős
- Jeffrey Hoffman (1), küldetésfelelős
- David Griggs (1), küldetésfelelős
- Charles Walker (2), küldetésfelelős
- Jake Garn (1), rakományfelelős

### Visszatérő személyzet
- Karol J. Bobko (2), parancsnok
- Donald Williams (1), pilóta
- Rhea Seddon (1), küldetésfelelős
- Jeffrey Hoffman (1), küldetésfelelős
- David Griggs (1), küldetésfelelős
- Charles David Walker (2), küldetésfelelős
- Jake Garn (1), rakományfelelős